# Лисовець Степан Афанасійович
Степан Афанасійович Лисовець  (нар. 7 січня 1904, Березань  — пом. літо 1978), український, радянський поет, письменник.

## Біографія
Народився в місті Березань Київської губернії, в родині заможних селян. Після встановлення радянської влади в Україні, землі та майно родини було націоналізовано. В середині 20-х років Степан Лисовець вступив до навчання в сержантське училище РСЧА в місті Переяслав. Але після конфлікту з керівництвом училища, його було виключено. В цей час Степан Афанасійович і починає писати вірші та прозу. Повернувшись до рідної Березані одружився з Галиною Федосіївною Животок (1909-2001).
В 1941 році був мобілізований на фронт. Але в 1942 році отримав важке поранення (внаслідок якого йому ампутували праву ногу), вважався зниклим безвісти. Після одужання був демобілізований і повернувся до дружини та дітей. Період Німецько-радянської війни значно вплинув на його подальшу творчість. Після закінчення війни, Степан Афанасійович багато подорожує Радянським Союзом. За життя виходить кілька збірок творів. Помер Степан Афанасійович Лисовець влітку 1978 року, похований на березанському міському цвинтарі.